# 100% No Modern Talking
100% No Modern Talking es el primer EP del dúo australiano de dubstep y electro house, Knife Party. Fue lanzado el 12 de diciembre de 2011 como una descarga gratuita en su sitio web, Facebook y Soundcloud, también a la venta en Beatport y iTunes. El EP originalmente iba a incluir la canción «Back to the Z-List» pero fue reemplazada por «Destroy Them with Lazers». El título hace referencia a una forma de onda del sintetizador "Native Instruments: Massive" que crea el sonido del "hablar", rasgo significativo del dubstep.

## Lista de canciones
| N.º   | Título                     | Duración |  |
| 1.    | «Internet Friends»         | 5:01     |  |
| 2.    | «Destroy Them with Lazers» | 4:56     |  |
| 3.    | «Tourniquet»               | 5:17     |  |
| 4.    | «Fire Hive»                | 4:38     |  |
| 19:52 |                            |          |  |